# المواجد
المواجد الرضوية الحسينية في العراق 
(السادة المواجد الرضوية الحسينية) / وهم ذرية السيد ماجد بن عبدالرحمن بن القاسم بن أدريس بن جعفرالزكي بن الامام علي الهادي(ع) بن الامام محمد الجواد (ع) بن الامام علي الرضا (ع) بن الامام موسى الكاظم (ع) بن الامام جعفر الصادق (ع) بن الامام محمد الباقر (ع) بن الامام علي زين العابدين السجاد (ع) بن الامام ابا عبد الله الحُسين (ع) بن الامام علي بن ابي طالب (ع) بن عبد المطلب بن هاشم وهو والجد الاكبر لسادة العرب الاشراف من بني هاشم وهم بالاصل قبيلة عربية قرشية عدنانية سكنون سامراء في زمن اجدادهم الامامين العسكريين (ع) والنجف الاشرف وكربلاء والحلة والكاظمية والناصرية وميسان والبصرة وبغداد ومنهم في المدينة المنورة ومصر وأيران ومنهم آية الله المحقق السيد سامي البدري الماجدي وهو من عشيرة السادة المواجد البوبدري في سامراء وديالى والصويرة وبغداد والشطرة وغيره من خدم الدين والمجتمع كالسيد سلمان الماجدي وكيل السيد محمد تقي المدرسي والسيد محمود الماجدي وكيل الاستفتاء في مكتب السيد الكلبيكاني في قم المشرفة والسيد عواد الماجدي أستاذ الحوزة العلمية في النجف الاشرف وغيرهم وفقهم الله لطاعته وخدمة دينه وسيأتي بعض التفصيل عن تأريخهم ونسبهم في الملحق الخاص بهم
وقد ذكر نسبهم في أكثر من خمسين مرجعا قديما ومصدرا حديثا المطبوعة منها /
1-الاصيلي في أنساب الطالبيين ص 160/ للسيد تاج الدين بن الطقطقي الحسني المتوفي سنة 730هـ
2-عمدة الطالب في أنساب آل أبي طالب ص 201/ السيد بن عنبه الحسني المتوفي سنة 828 هجري.
3-الراغب في تشجير عمدة الطالب ص195/ للسيد علي حسين أبو سعيده
4-المشجر الكشاف لأصول السادة الاشراف ص27/ السيد عميد الدين الحسيني النجفي المتوفي سنة 900هـ
5-تحفة الأزهار وزلال الأنهار في نسب أبناء الائمة الاطهارج2 ص470/ للسيد ضامن بن شدقم المدني الحسيني المتوفي سنة1034هـ
6-الروض المعطار في تشجير تحفة الازهار ص309/ للأستاذ كامل سلمان الجبوري.
7-أنساب الطالبيين ص91/ للسيد الحسين بن عبد الله الحسيني السمرقندي المتوفي سنة 1043 هـ
8-مناهل الضرب في أنساب العرب ص420/ للسيد جعفر الاعرجي النجفي المتوفي سنة 1332 هـ
9-الأساس في أنساب الناس ص194/ للسيد جعفر الاعرجي الحسيني
10-الدر المنثور في معجم المعارف والصدور / للسيد جعفر الاعرجي
11-المعقبون من آل أبي طالب ج3/ للسيد مهدي الرجائي الموسوي
12-مآثر الكبراء في تاريخ سامراء ج2 / للشيخ ذبيح الله المحلاتي
13-من شجر الانساب / للشيخ عبد اللطيف علي المحاميد
14-زهرة المقول في نسب ثاني فرعي الرسول(ص) ص162/ للسيد زين الدين علي بن الحسن الشدقمي المدني الحسيني المتوفي سنة1033هـ
15-المستطابة في نسب سادات طابة / للسيد بدر الدين بن الحسن الشدقمي الحسيني المتوفي سنة 998هـ
16-عشيرة البودراج موقعها بين عشائر سامراء ص41/ السيد طعمة صالح الدراجي السامرائي
17-بعض أنساب العرب ص86/ للأستاذ خاشع المعاضيدي
18-الوجيز في أنساب الاسر والعشائر الطالبية / السيد حسين الزرباطي الحسيني
19-السادة العلويين في ديالى ص113/ الدكتور جاسم محمد المشهداني والدكتور عباس عبد الرسول الزيدي
20-السادة العلويين آل خضر في مندلي /للدكتور جاسم المشهداني والدكتور عباس الزيدي
21-الفصول الفخرية / للسيد جمال الدين بن عنبة الحسني
22-عقب جعفر بن الإمام علي الهادي (ع) ص36/ للسيد مهدي الوردي الحسيني والسيد عبد الستار الحسني
23-الرياض الأزهرية في تاريخ الاسر العلوية/ للشيخ عبد المولى الطريحي
24-معالم أنساب الطالبيين في شرح السلسلة العلوية لأبي نصر البخاري ص148/ للسيد عبد الجواد الكليدار آل طعمة
25-عشائر وأسر السادة الحسينية في العراق والوطن العربي ص112/ للسيد محمد حمدي الجعفري
26-بغية المرام في رفع الستار عن آل ماجد الكرام / السيد محمد وليد العريضي الحسيني
27-شيوخ ووجهاء وأعيان العشائر العراقية ج1 ص61/ للأستاذ سالم أبو الهيل الجابري
28-تاريخ وبيوتات أهل البيت في بلاد الرافدين / فتحي السلطان الصيادي
29-جامع الأنساب / للسيد محمد علي الروضاتي
30-فروع الشجرة العلوية / للسيد حسين الزرباطي الحسيني
31-ملحمة أردهال ص109/ مجيد زجاجي كاشاني
32-الكواكب المشرقة ج2 ص182/ السيد مهدي رجائي الموسوي
33-العباب الزاخر في تاريخ الامام محمد الباقر (ع) ص35/ السيد جميل إبراهيم حبيب
34-الجريدة في أصول أنساب العلويين /السيد حسين الزرباطي الحسيني
35-التذكرة في الانساب المطهرة ص111/ للسيد أحمد بن محمد بن المهنا العبيدلي الحسيني المتوفي سنة 750 هـ
36-الاصول في ذرية البضعة البتول (ع) /للسيد أنس الكتبي الحسني
37-الدرر السنيّة في الانساب الحسنية والحسينية / السيد أحمد البرادعي
38-نور الوسنيّن في نسب الحسن والحسين (ع) / للسيد محمد علي حيدر
39-سبك الذهب في شبك النسب / للسيد بن معية تاج الدين محمد بن القاسم الحسيني
40-البحر الزاخر / للسيد حسن الببلاوي
41-الشجرة الزكية / للسيد جمل الليل الحسيني المدني
42-حديقة النسب / العلامة ملا علي شريف العاملي
43-الوصاف المبين في طبقات ومناقب آل البيت الاشراف المعاصرين / السيد حسين محمد العرفاعي
وفي المخطوطات المحفوظة والتي يمكن الوصول اليها والاطلاع على محتوياتها منها
1-معجم الألقاب في معرفة الأسر والألقاب / للمرحوم السيد مهدي عبد اللطيف الوردي الحسيني
2-المرتضى في أعقاب الإمام الرضا(ع) / للمرحوم السيد مهدي الوردي
3-الدوحة النبوية في الأنساب الرضوية والنقوية / للمرحوم السيد مهدي الوردي
4-الإرفاد في أعقاب الإمام محمد الجواد (ع) /للمرحوم السيد حسين علي رضا الغريفي
5-المسقوفة / للمرحوم السيد حسين علي رضا الغريفي
6-المشجر الكبير لأبناء الإمام علي (ع) /للمرحوم السيد صادق عبد الحسين الحلي الحسيني
7-مجمع الأنساب / للمرحوم السيد محمد عميد الدين الشوكة
8-بزوغ الأهلة في عشائر الحلة / للمرحوم السيد حبيب الشوكة
9-كشف الغبار عن نسب المواجد الأخيار / للمرحوم علي محسن القريشي
10-الأنجم الزاهرة في أنساب العترة الطاهرة ج8 / للشيخ عباس محمد الدجيلي النجفي
11-المشجر المنيف في نسب السادة المواجد آل شريف / للسيد المحقق آية الله سامي البدري الماجدي
12-مشجرات أبناء الرسول (ص) / للسيد شهاب الدين المرعشي الحسيني.
ومنهم الكثير من العلماء والأدباء ووجهاء المجتمع الساعين بالإصلاح بين العشائر باسم جدهم المبعوث رحمة للعالمين 

## الهجرة والتوزع الجغرافي
بدأت هجرة المواجد من نجد في الفترة بين عامي 440-445 هـ (1048-1053 ميلادي) نتيجة للقحط الذي أصاب المنطقة. وقد تفرقت العشيرة بعد ذلك في عدة مناطق من العالم العربي. استقر جزء منهم في جنوب العراق، في مدن مثل العمارة والناصرية، بينما استقر قسم آخر في ليبيا في مدينة البيضة. كما استقر جزء آخر في شمال المملكة العربية السعودية في منطقة حفر الباطن، بالإضافة إلى استقرار جزء من القبيلة في الإمارات العربية المتحدة وكذلك في مدينة الكرك في جنوب الأردن.

## النسب والهوية
يُجمع النسّابون على أن المواجد هم من أسرة ذات نسب عريق يعود إلى علي بن أبي طالب، من خلال ذريته. ومع ذلك، ظهرت بعض المصادر الحديثة في النصف الثاني من القرن العشرين التي اقترحت أن المواجد قد يكونون متحالفين مع عشائر أخرى مثل بني ربيعة السراي وبني أسد.